# Olimpija Kirowo-Tschepezk
Olimpija Kirowo-Tschepezk (russisch Олимпия Кирово-Чепецк) ist ein russischer Eishockeyklub aus Kirowo-Tschepezk. Die Mannschaft spielt seit 2010 in der Molodjoschnaja Chokkeinaja Liga.

## Geschichte
Olimpija Kirowo-Tschepezk spielte von 1992 bis einschließlich der Saison 2006/07 durchgehend in der zweithöchsten russischen Spielklasse. Den Großteil der Spielzeiten bestritt die Mannschaft dabei in der Wysschaja Liga, wobei die Mannschaft in der Saison 1998/99 der aufgrund von Unstimmigkeiten zwischen den Organisatoren der Wysschaja Liga und dem russischen Eishockeyverband parallel ausgetragenen Liga angehörte.
Seit 2010 nimmt Olimpija Kirowo-Tschepezk am Spielbetrieb der ein Jahr zuvor gegründeten multinationalen Nachwuchsliga Molodjoschnaja Chokkeinaja Liga teil.

## Bekannte Spieler
- Wladimir Krikunow
- Alexander Malzew
- Wladimir Myschkin
- Wassili Koschetschkin (2002–2003)
- Witalij Ljutkewytsch (2003–2004)
- Sergei Peretjagin (2001–2003)
- Jakow Rylow (2002–2004)
- Andrei Trefilow (1985–1988)